# Guaco (banda)
Guaco es una orquesta venezolana fundada en 1962 por los hermanos Aguado y un grupo de amigos en Maracaibo, Zulia, comenzó como una agrupación musical tradicional de gaita zuliana y  tras un largo proceso de evolución y modernización enriqueció su propuesta musical convirtiéndose en una orquesta conocida como La Súper Banda de Venezuela.
Ha recibido influencia de ritmos como rock, soul, funk, pop, así como  gaita zuliana y otros géneros folklóricos venezolanos, pero su ritmo principal es la salsa, alrededor de la cual la banda ha conformado un estilo en sí mismo. Se han distinguido por su andar en la música durante más de seis décadas; que les ha permitido grabar 50 álbumes de estudio siendo uno de los grupos más prolíficos del país. Ha realizado innumerables giras anuales en Venezuela que en ocasiones se han extendido a Estados Unidos, Europa y Japón.
De los integrantes iniciales del grupo, es Gustavo Aguado, quien continúa en la agrupación manteniendo su vigencia.

## Origen
Fue fundado por un grupo de jóvenes estudiantes, de los cuales destacan Mario Viloria, Fernando Plátano Domínguez, Alfonso Pompo Aguado y Luis Rincón, posteriormente se incorpora Gustavo Aguado. Aspiraban competir con grupos con mayor tradición gaitera existentes para la época en el Estado Zulia como Estrellas del Zulia, Rincón Morales, El Saladillo y Cardenales del Éxito.
En los inicios forman parte del grupo: Maritza Morales quien se convierte en la voz femenina, José Castillo cuatrista y compositor, Heriberto Molina y los cantantes Alcides Bonilla, José Tineo y Tino Rodríguez. Junto a ellos estaba Gustavo Adolfo Aguado León, hermano de Alfonso quien ya se proyectaba como un solista, pero requería un permiso especial para actuar, por ser menor de edad en esa época.
La creación y el nombre de la agrupación se atribuyen a Mario Viloria quien toma el nombre de un pájaro blanco, conocido coloquialmente allá como Halcón guaco para bautizar a la agrupación, ya que un ejemplar de esta ave volaba por encima de su casa donde el grupo practicaba y ensayaba durante sus inicios.

## Carrera discográfica

### Años sesenta
En la década del 60 el grupo fue conocido como Conjunto Gaitero Estudiantil Los Guacos del Zulia. Su primera producción fue grabada en 1964, bajo el género de gaita zuliana, estilo de música tradicional venezolana que tradicionalmente se toca en la Navidad. Sin embargo desde sus primeros discos, las ganas de hacer algo distinto y masivo, se dejaban notar. En la década de los 60 se grabaron 5 producciones una por año: 1964, 1965, 1966, 1968, 1969. La mayoría de las canciones eran compuestas por Mario Viloria. En el año 1967 Gustavo Aguado, grabó con otra agrupación gaitera (Estrellas del Zulia), casualmente el mismo año que Guaco no grabaría una producción. Aguado regresó para grabar en 1968 y seguir hasta la fecha.
En esta primera etapa, Guaco era un grupo de gaita tradicional, sin ningún elemento electrónico o ajeno a lo típico, pero en sus letras y ensamble voces dejaban entrever que buscaban un sonido contemporáneo acorde con sus gustos personales que se decantaban entre el rock, la salsa y el soul.

### Años setenta
La década de los 70 está marcada por la entrada de Ricardo Hernández proveniente del grupo Santanita. El talento de este zuliano comienza a proyectarse desde los primeros discos, alcanzando cuotas de mayor participación a partir de 1979 y hasta 1985 cuando se convierte en el compositor más exitoso que ha tenido la banda. 
Otros cantantes famosos que hicieron pasantía dentro de esta etapa fueron: Humberto Mamaota Rodríguez como compositor y cantante en 1974 y Argenis Carruyo, quien posteriormente se decantaría por la salsa en orquestas como la Dimensión Latina. Argenis participa cantando temas específicos en varios de los discos de esta etapa entre ellos: Bubu Guaco en 1972; Que nadie se mueva en 1975 y Una tumba y un bongó en 1978, estos dos últimos compuestos por Ricardo Hernández.
Posteriormente, en 1975, ingresan los compositores y cantantes Ricardo Portillo y Simón García que habían triunfado con Los Cardenales del Éxito. El primero de ellos compositor, cuatrista, cantante y líder natural, mientras que el segundo destacaba por ser compositor y creativo.
A principio de los 70 los arreglos de los temas estaban a cargo de Nerio Franco un multinstrumentista que venía de la orquesta Los Blanco y que comenzó como pianista del grupo.
A partir de 1977 el joven pianista y director de orquesta José Luis García, quien posteriormente formaría el exitoso grupo Carángano, asume las riendas de la dirección musical de la banda.
La idea central del grupo en esta época era la de incorporar instrumentos contemporáneos con los cuales se marcó el paso de la gaita tradicional a la modernidad. Carlos Sánchez en el bajo, Romer Quintero y posteriormente Salvador Baglieri en la guitarra, Frank Velásquez en flauta y saxo a partir de 1979 y una sección rítmica que a partir de 1978 incluía tamboras, conga y bongo.
Varias composiciones a lo largo de esta década presentaban la estructura de coros e improvisaciones que eran características del ritmo de salsa. Canciones marcadas por esta tendencia fueron: Una tumba y un bongó (1978), A guarachar y Guaco es diferente (1977), Guaco en plena y Con la punta del pie (1976), Barbaridad (1975) y La gaita tiene montuno y Tambo dengue (1974). Otra característica que diferencia a Guaco de los grupos de la época, es la mayor velocidad que imprimieron a muchos de los temas.
Dentro de esta etapa también desarrollan gaitas con letras que abordan temas contemporáneos como el consumo de las drogas, la pobreza y la contaminación y otras de carácter jocoso cuyo tema más difundido fue «María La Bollera» (1976). Esta variedad temática y rítmica y un fuerte apoyo de las discográficas nacionales con producciones y grabaciones realizadas en Caracas, abrieron el camino para que fueran bien recibidos por la juventud de la época y comenzara un proceso de apertura hacia otras regiones del país en donde no era habitual la gaita zuliana.

### Etapa 1979-1985
El álbum Guaco 79 constituye un punto de quiebre a partir del cual se da un salto de calidad que habría de cerrar la década de los 70. A partir de este álbum, Guaco empezó a conocerse dentro del público y emisoras de todo el país.
De los once temas que conforman el disco seis pertenecen a Ricardo Hernández quien se posiciona como el compositor por excelencia de Guaco. Este trabajo posee un carácter conceptual y una mezcla perfecta entre tradición y modernidad y entre el carácter fiestero y reflexivo.
Guaco alcanza la consolidación y el equilibrio que venía gestándose desde discos anteriores. César Miguel Rondón autor de El Libro de la Salsa se encarga de escribir dentro de las portada del disco un largo análisis de las características y canciones de este disco, catalogándolo de extraordinario.
Los arreglos de este disco corren por cuenta de José Luis García y Gustavo Aguado interpreta en plena madurez, cuatro de los temas más emblemáticos del disco entre ellos: «Noche sensacional», grabado posteriormente por Cheo Feliciano en el disco Sentimiento Tú (1980), rindiendo una especie de homenaje a la música de Guaco.
La música de protesta sin llegar al panfleto político está presente en los temas: «Mosaico guaco» y «Nuestros derechos», que en la voz de Aguado reflejan el sentimiento zuliano quien a través de una penuria que se ha hecho cotidiana, asume su rabia social a través de la protesta en las canciones.
Este disco marca el debut de Amilcar Boscan como cantante de Guaco con una contradanza con montuno llamada: «Homenaje a Aniceto Rondón». Chichilo Urribarri es llamado para cantar: «Maracaibo linda», una gaita de gran cadencia rítmica y una efectiva letra, y Ricardo Portillo canta la que probablemente sea la canción más conocida del disco: «Venite pa’ Maracaibo».
Luego de este disco, se produce una deserción masiva, abandonan la banda: el pianista y director musical José Luis García, los cantantes Simón García y Ricardo Portillo, el guitarrista Salvador Baglieri, el bajista Carlos Sánchez y Argenis Carruyo. Dichos músicos, sintiendo la necesidad de abordar nuevos proyectos en forma independiente, forman otros grupos y orquestas que en definitiva enriquecieron el panorama musical del Zulia y del país.
La primera parte de la década de los 80 está marcada por la influencia notable de Ricardo Hernández como compositor y de Amilcar Boscan como cantante.
Al grupo entra Sundin Galué como bajista y cantante hasta 1995, Alejandro Ávila ejecuta el piano hasta 1981 y luego es sustituido por Alirio Pérez entre 1982 y 1988, Frank Velásquez se mantiene al saxo y flauta hasta 1988 y Romer Quintero en la guitarra lo hace hasta 1986.
Con esta formación se graba Guaco 80, un disco de 10 temas de los cuales 8 son de Ricardo Hernández, quien además introduce su talento como arreglista. En este sentido el músico ha declarado: «El álbum Guaco 80 es mío; son mis arreglos y mis canciones».
Las composiciones que obtuvieron mayor difusión fueron: «Homenaje a Jesús Lozano» y «Las pulgas», en la voz de Amílcar Boscan. Otro de los temas de gran popularidad fue: «Maracucha», en la voz inconfundible de Gustavo Aguado. Un tema grabado inicialmente sin metales que fueron adicionados posteriormente, en un arreglo realizado en Caracas, por Alberto Naranjo, director del Trabuco Venezolano. Igualmente destacó la canción dedicado a la Virgen de Chiquinquirá, «Chinita», cuyos arreglos y polifonías le dieron un aire de modernidad que contrastó con aquellos grupos gaiteros que jamás tomaron riesgos y se mantuvieron fieles a la tradición.
Se mantiene dentro del repertorio de este disco, letras de denuncia social (idea que siempre ha estado presente en los fundadores de Guaco) con gaitas como: «La reforma», un viejo tema de Mario Viloria que había sido grabado en el LP de 1970 donde de aborda los problemas que por años ha sufrido Maracaibo y que nunca han sido solucionados y «Diferendo» en la época en que Venezuela y Guyana mantenían un litigio territorial.
El álbum Guaco 1981 confirma el nivel artístico alcanzado en los dos LP anteriores. Ricardo Hernández se mantiene como director musical y compositor de ocho de los temas del álbum. El concepto rítmico y armónico de la banda pertenece a los propios músicos nacidos en el Zulia y cuya calidad sonora comienza a hacerse sentir. A nivel de ventas, son promocionados por el sello discográfico INTEGRA a partir de 1979 y hasta 1983. Por eso, dentro de la promoción de la banda que todos quieren etiquetar dentro de un género musical se mantiene el criterio de que «Guaco es Guaco».
Amílcar Boscan se consolida como intérprete fundamental con los temas: «El billetero», «A patinar» y «Tierra bonita». Gustavo Aguado repite como intérprete de un tema dedicado a la virgen: «Chinca y Ricardo» y otro a la Guayana Esequiba con la canción: «Esequibo». Otro de los temas que tuvo repercusión mediática por su carácter intimista y romántico fue: «Seguiré gaiteando», en la voz de Sundin Galué, donde se plantea el tema de las esposas de los gaiteros que se sienten «amenazadas» por el estilo de vida disipada o comprometida con el arte que llevan los músicos.
Un año más tarde y con la misma formación musical Guaco estrena su nuevo álbum de larga duración en 1982. La dupla Hernández-Boscan repite su asociación exitosa con los temas: «Pastelero» y «Por eso me encanta mi Maracaibo». Gustavo Aguado se reserva las canciones «Para ella» y «Para ti Chinita» del propio Ricardo Hernández.
Corre el año 1983 y Guaco graba su quinto y último álbum de estudio para el sello Integra. Para este tiempo Guaco continua su proceso de modernización agregando batería una sección de trompetas, un trombón y violines bajo la producción ejecutiva del experimentado Orlando Montiel.
Amílcar Boscan debuta como compositor con el tema «El Pavito» y graba además los temas: «Cepillao» y «Adiós Miami» un tema referido a los venezolanos de clase media que acostumbraban a viajar a USA por lo barato que resultaban los dólares y que en ese año fueron sometidos a un control cambiario y una fuerte devaluación monetaria.
Entre 1984 y 1985 se producen y graban dos discos con el sello Sonográfica, para el cual grababan los artistas de mayor renombre del país: Yordano, Ilan Chéster y Franco de Vita. La banda es referencia obligada en todo el territorio nacional, sus discos incrementan exponencialmente sus ventas y en época decembrina dan conciertos multitudinarios en varios recintos del país incluido el Poliedro de Caracas.
De estas producciones los temas emblemáticos fueron:
«Un cigarrito y un café» y «Me gustan las caraqueñas» (1984), «A comer» y «Sentimiento nacional» (1985), todos ellos compuesto por Ricardo Hernández, quien luego de esta producción abandona la banda para formar su propia agrupación.

### Etapa 1986-1995
El disco denominado Tercera Etapa publicado en 1986 marca un punto de inflexión dentro de la banda zuliana marcada por la ausencia de Ricardo Hernández y Amilcar Boscan. Daniel Somaróo y Sundin Galúe asumen protagonismo como cantantes y Heriberto Molina, un antiguo colaborador de Guaco, aporta el grueso de las canciones, componiendo seis de las diez que conforman el disco. Los temas más conocidos de esta producción fueron los interpretados por Gustavo Aguado: «Aguas de cristal» y «Virgen Guaquera» una gaita-aguinaldo dedicada a la Chinita que contó con la participación del grupo de cantantes del sello Sonografica: Franco De Vita Yordano, Ilan Chéster, Colina (cantante), Francisco Pacheco y Evio di Marzo y que fue un éxito a nivel nacional. «La radio», en la voz de Daniel Somaróo fue otro de los temas promocionados.
Maduro y Dejando Huella (lanzados en 1987 y 1988 respectivamente) son los siguientes trabajos de Guaco en los que la producción pasa de Gustavo Aguado a Willie Croes. Nelson Arrieta comienza su extensa andadura como cantante del grupo que se extendería hasta 2002. Los temas más destacados fueron: «Zapatero», «Pregúntale a Carruyo» y «Cuatro Estaciones», todos compuestos por Abdenago "Neguito" Borjas, quien logra ser captado como compositor para el grupo, luego de varios intentos por incorporarlo como integrante de la banda, en la década del 70.
Betania es el último disco producido para el sello Sonográfica. Cuatro temas destacaron y lograron amplia difusión dentro del país: «Atracción fatal» (compuesta por Rafael Greco), «Que nadie se mueva» (Interpretada originalmente , «Sara» y «La placita», este último tuvo un gran impacto mediático por la participación de los artistas nacionales: Cecilia Todd, Yordano, Elisa Rego, Sergio Pérez y Luz Marina.
A partir del año 1990 y hasta 1993 Guaco pasa a formar parte de Sonorodven con quien graba cinco discos. Los correspondientes a los años 90 y 91 se realizaron bajo la dirección musical de Juan Carlos Salas. Los temas más populares fueron: «Nunca te olvidaré» (a dúo con Karina), «Ya no eres tú» (a dúo con Gilberto Santa Rosa), «Invítame a tu casa» (con Proyecto M) y «Me vas llevando» en la voz de Gustavo Aguado.
Posteriormente graban los dos primeros volúmenes de Guaco Clásico donde marcan una pausa en su proceso de innovación para grabar temas tradicionales de la gaita zuliana e incluyen algunas versiones de sus temas de las primeras etapas con una instrumentación menos elaborada y adaptada a la gaita tradicional, pero sin dejar de incluir elementos de modernidad: «La llegada de la paz» (a dúo con Luis Enrique) es el tema más novedoso y el que fue promocionado, en mayor medida.
El ciclo con Sonorodven se cierra con el álbum Triceratops publicado en 1993 y que marca la entrada del zuliano Jorge Luis Chacín como intérprete, compositor y arreglista. Este disco está considerado por muchos como una de las mejores producciones del grupo. En esta producción el cantante Nelson Arrieta se destaca con el tema «Todo quedó quedó». La cantante Kiara es invitada en el tema «Siempre juntos» (donde canta junto a Gustavo Aguado), Rafael Greco compone y canta en homenaje a Giusseppe Terenzio (músico y profesor fundador del conservatorio José Luis Paz de Maracaibo) el tema «Mi tío». «Detalle en falso» (compuesta por Jorge Luis Chacín) junto con «Las caraqueñas» (de José Quintero), ambos en la voz de Gustavo Aguado, configuran uno de los discos más versátiles y exitosos de la banda. Luego del lanzamiento de este disco, lanzan el tercer y último volumen de Guaco Clásico.

### Etapa 1995-2005
En este tiempo Guaco se decanta por un sonido más internacional que es una mezcla donde están presentes el jazz, el rock latino y la salsa: no solo en la instrumentación sino también en el ritmo de clave. Los siguientes discos aparecen dos trompetas, un trombón y un saxo y comienzan a versionarse temas que pertenecen directamente a la salsa.
Archipiélago (lanzado en 1995) marca el debut de Luis Fernando Borjas como cantante, de la mano de temas compuestos por Jorge Luis Chacín que fueron altamente promocionados en las radios del país: «No la juzgue» y «Como es tan bella». Otros temas conocidos fueron «Que Cobardía» (cantada por Sundín Galué) y «El Sueño de Simón» (en la voz de Gustavo Aguado y con la participación especial de Simón Díaz). También fue conocido el tema «Como será» (escrita y cantada por Chacín).
En 1997 se publica el disco Amazonas bajo la dirección musical de Juan Carlos Salas, el sencillo promocional fue el tema compuesto y cantado por Jorge Luis Chacín «Si usted la viera». Este único éxito evidencia un desgaste natural de la banda quien luego de 25 años publicando un disco por año deja pasar dos años sin publicar. Posteriormente en 1999 sale Cómo Era y Cómo Es, un disco de versiones de éxitos de la banda con la adición de cuatro temas inéditos entre ellos el compuesto por José Alfonso Quiñones e interpretado por Gustavo Aguado «La Turbulencia».
En el año 2000, se publica Equilibrio, donde la canción más conocida fue «Si Las Paredes Hablaran» cantada por Luis Fernando Borjas, luego de esta producción, Jorge Luis Chacín abandona la banda para dedicarse a sus propios proyectos. En 2002 se lanza Galopando, constituye el último disco donde participa Nelson Arrieta quien decide iniciar su carrera como solista. De esta producción los temas cantados por Gustavo Aguado: «El Buzo» y «Pa' Colombia» alcanzaron cierta repercusión mediática.
El Sonido de Venezuela, publicado en 2005, marca el debut de Ronald Borjas en sustitución de Nelson Arrieta. La banda retoma de la voz de este cantante, la ruta del éxito con temas como: «Pídeme» y «Pasan los días». Gustavo Aguado interpreta «Entraíto en años» a ritmo de acordeón, intentando una vez más penetrar el mercado colombiano.

### Etapa 2006 al presente
El disco Equus, publicado en 2006, es conocido fundamentalmente por la canción «Confusión» cantada por Gustavo Aguado que se convirtió en el intro y despedida de la telenovela "Voltea pa’ que te enamores" producida por el canal de televisión Venevisión.
En el año 2010, el grupo retoma la actividad discográfica y comienza la grabación de su disco Guajiro. El compositor venezolano José Alfonso Quiñones quien ya había colaborado con varios temas en discos anteriores, escribió los temas «Ella» cantada por Gilberto Santa Rosa y «Lo Eres Todo» en la voz de Ronald Borjas. Otras colaboraciones fueron las del venezolano Jesús Enrique Divine en el tema «Bandido» y la de Hiyanú Alcántara en la canción «Fruto prohibido» que presenta un ritmo muy cercano al rap. «Quiero decirte» cantada por Luis Fernando Borjas fue el tema promocional.
Luego de más de 45 años de carrera artística, la agrupación realiza en el año 2012 el disco Escultura nominado a dos premios Grammy Latino y que alcanzó la venta de 150.000 copias que lo hicieron merecedor de un triple disco platino. En este trabajo, Guaco reunió a los cantantes y exponentes del género de la salsa Rubén Blades, Gilberto Santa Rosa y Luis Enrique. Temas destacados de este álbum fueron «Dámelo todo», con la colaboración de la cantante venezolana Claudia Santos) y «Vivo» (que fue uno de los temas promocionales). A partir de este disco se realiza una gira promocional que permite lanzar al mercado el primer DVD de la banda, que lleva por nombre Guaco Histórico, grabado en la ciudad de Caracas y compuesto por 16 temas. Para esta grabación contaron nuevamente con Gilberto Santa Rosa y Luis Enrique, la cantante Kiara y los cantantes Nelson Arrieta y Jorge Luis Chacín (quienes integraron a la agrupación en años anteriores). Este material fue distribuido a través de un diario de circulación nacional.
En noviembre de 2013, el cantante Elahim Monicou ingresa a la agrupación, coincidiendo con la salida de Ronald Borjas de la banda. José Alfonso Quiñones fue quien recomendó al cantante quien luego de una prueba en vivo quedó dentro de la banda. Posteriormente Guaco incorporó al cantante Diego Rojas.
Estos cantantes debutaron en el disco Presente Continuo, editado en 2014, y en el cual fueron invitados los artistas Fonseca, Víctor Manuelle, la banda Los Amigos Invisibles, el cantante español de flamenco Enrique Heredia Negri y el cubano Isaac Delgado. A propósito de este trabajo Ricardo Portillo, exintegrante del grupo encendió una polémica (a través de las redes sociales) cuando escribió: «Lo mismo de siempre, se esfuma la creatividad», dando a entender que con la repetición de fórmulas que ha sido exitosas a veces no se logran los resultados artísticos esperados.
Este trabajo discográfico (al igual que los últimos tres) fue realizado como una producción independiente y fue distribuido a nivel nacional por la cadena de tiendas ferreteras EPA.
En 2016, Guaco anuncia en sus redes sociales la integración oficial del nuevo integrante: Mark Meléndez
El disco Bidimensional donde comparte con la Orquesta Sinfónica Simón Bolívar de Venezuela dirigida por Gustavo Dudamel, fue lanzado en el año 2017 y ganó un premio Latin Grammy por el "Mejor disco tropical contemporáneo" alcanzando más de 70.000 copias vendidas gracias a una alianza con la cadena de cines Cinex y Farmatodo. Esta producción grabada en la sala Simón Bolívar por Rafael Rondón y Danilo Álvarez marca el debut del cantante Mark Meléndez interpretando el tema «Llenarte de amores», en donde la canción más conocida fue «Lágrimas no más»  grabada por Luis Fernando Borjas en el 2016, siendo así, la canción promocional del disco. Más adelante, se lanzaría una remezcla con Less & Chris.
En 2017, se estrena el documental Guaco: Semblanza, dirigido por Alberto Arvelo, primera producción cinematográfica que realiza la agrupación, seguido del concierto con la Orquesta Sinfónica Simón Bolívar de Venezuela, dirigida por Gustavo Dudamel,
En 2018, se lanza el disco Sin Peligro de Extinción, consistente de versiones de gaitas zulianas (incluyendo algunas ya interpretadas por la banda en años anteriores).
En el año 2021, Luis Fernando Borjas sale de la agrupación para empezar su carrera como solista, reincorporándose Elahim Monicou a la banda. Diego Rojas y Mark Meléndez dejan la agrupación en 2023.
El 5 de agosto de 2023, Guaco presenta en el Hotel Eurobuilding de Caracas a sus dos nuevos integrantes: Ángel Delgado y Frank Rojas.

## Integrantes actuales
- Gustavo Aguado: fundador, director y voz.
- Elahim Monicou: voces.
- Ángel Delgado: voces.
- Frank Rojas: voces.
- Juan Carlos Salas: director musical, trompeta.
- Kender Medina: trompeta.
- Rafael Greco: saxo tenor.
- Norman Cepeda: trombón.
- Carmelo Medina: guitarra.
- Edepson González: teclados.
- Alexis Moreno: charrasca.
- Yonis Flores: tambora.
- Arnaldo "Patatín" Guacarán: timbales.
- Vladimir Quintero: percusión, tumbadoras, d'jembé.
- Humberto Casanova: batería.
- Gustavo Molero: bongó, campana y percusión.
- Henry Paul Díaz: bajo.

## Discografía
- Navidad Zuliana (1964)
- Maracaibo Cuatricentenario (1969)
- Los Guacos (1971)
- Esta gaita sí está en algo (1972)
- Bubú guaco (1973)
- Gaita a todo color con los Guacos (1973)
- No diga que no los ha escuchado ni los ha visto (1974)
- Guaco 75 (1975)
- Guaco 76 (1976)
- Guaco 77 (1977)
- Guaco 78 (1978)
- Guaco 79 (1979)
- Guaco 80 (1980)
- Guaco 81 (1981)
- Guaco 82 (1982)
- Guaco 83 (1983)
- Guaco 84  (1984)
- Guaco 85 (1985)
- Tercera etapa (1986)
- Maduro (1987)
- Dejando huella (1988)
- Betania (1989)
- Guaco 90 (1990)
- Guaco 91 (1991)
- Triceratops (1993)
- Archipiélago (1995)
- Amazonas (1997)
- Cómo era y cómo es (1999)
- Equilibrio (2000)
- Galopando (2002)
- El sonido de Venezuela (2005)
- Equus (2006)
- Guajiro (2010)
- Escultura (2012)
- Presente continuo (2014)
- Bidimensional (2017)
- Sin Peligro de Extinción (2018)
- Julio Rivera: Guaco 50 (2025)

## Premios
- 2013: Ganadores de 5 Premios Pepsi Music Venezuela (Artista Tropical del Año, Video Tropical del Año, Disco del Año, Canción del Año, Artista del Año).
- 2014: Ganadores de Premios Pepsi Music Venezuela (Artista Tropical).
- 2016: Grammy Latino al Mejor Álbum Tropical Contemporáneo.
- 2017: Grammy Latino al Mejor Álbum Tropical Contemporáneo.
- 2018: Ganadores de 2 Premios Pepsi Music Venezuela (Artista Fusión Tropical, Disco del Año).
- 2019: Ganadores Premios Pepsi Music Venezuela (Disco del Año).